# Alpy Glarneńskie

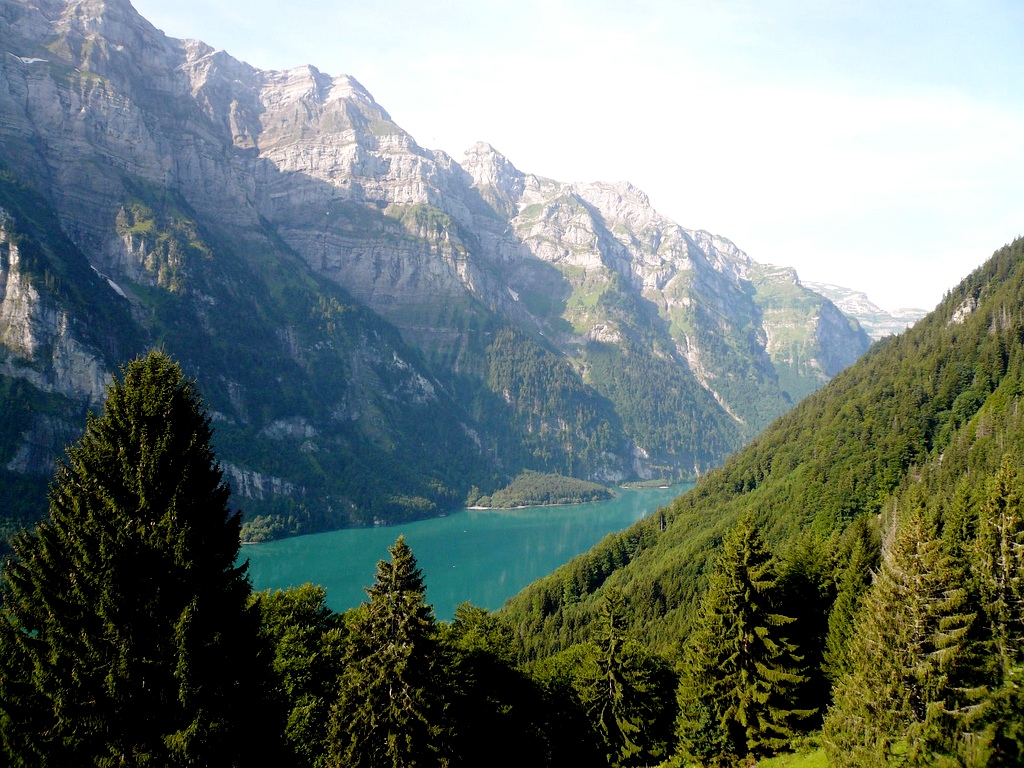
Jezioro Klöntalersee

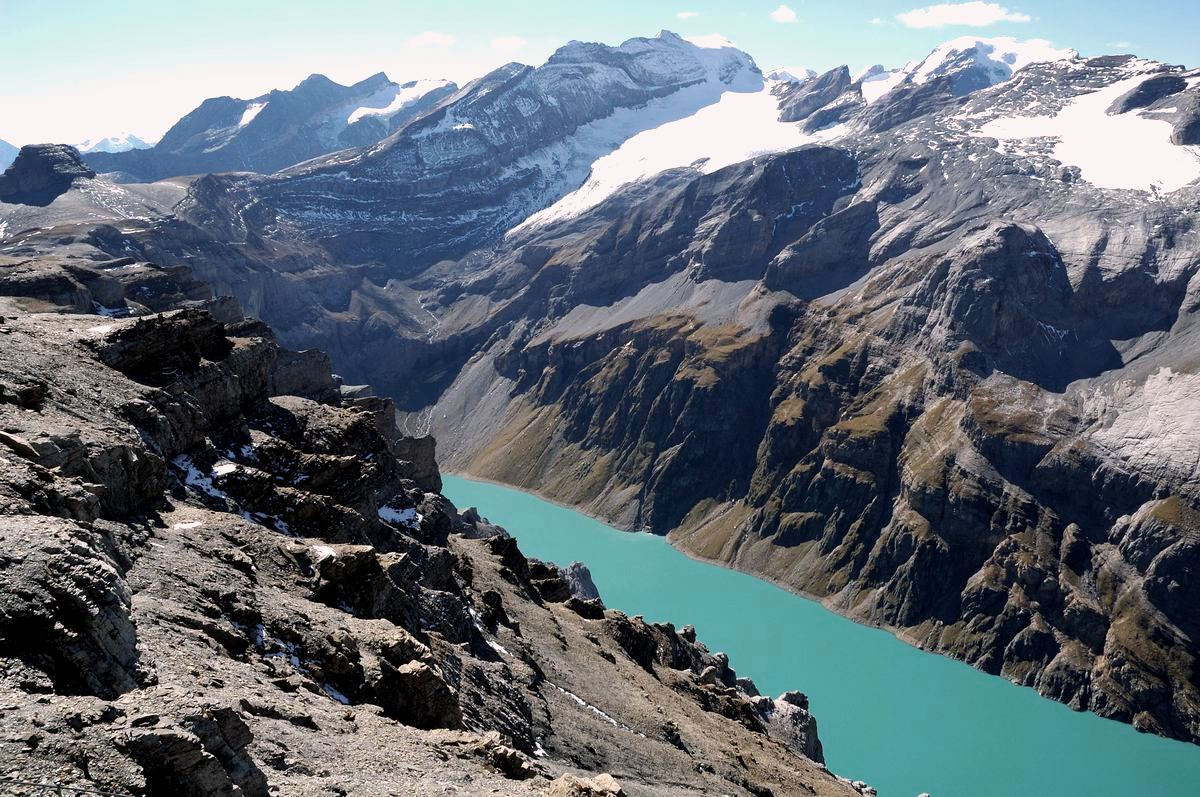
Bifertenstock i jezioro Limmernsee

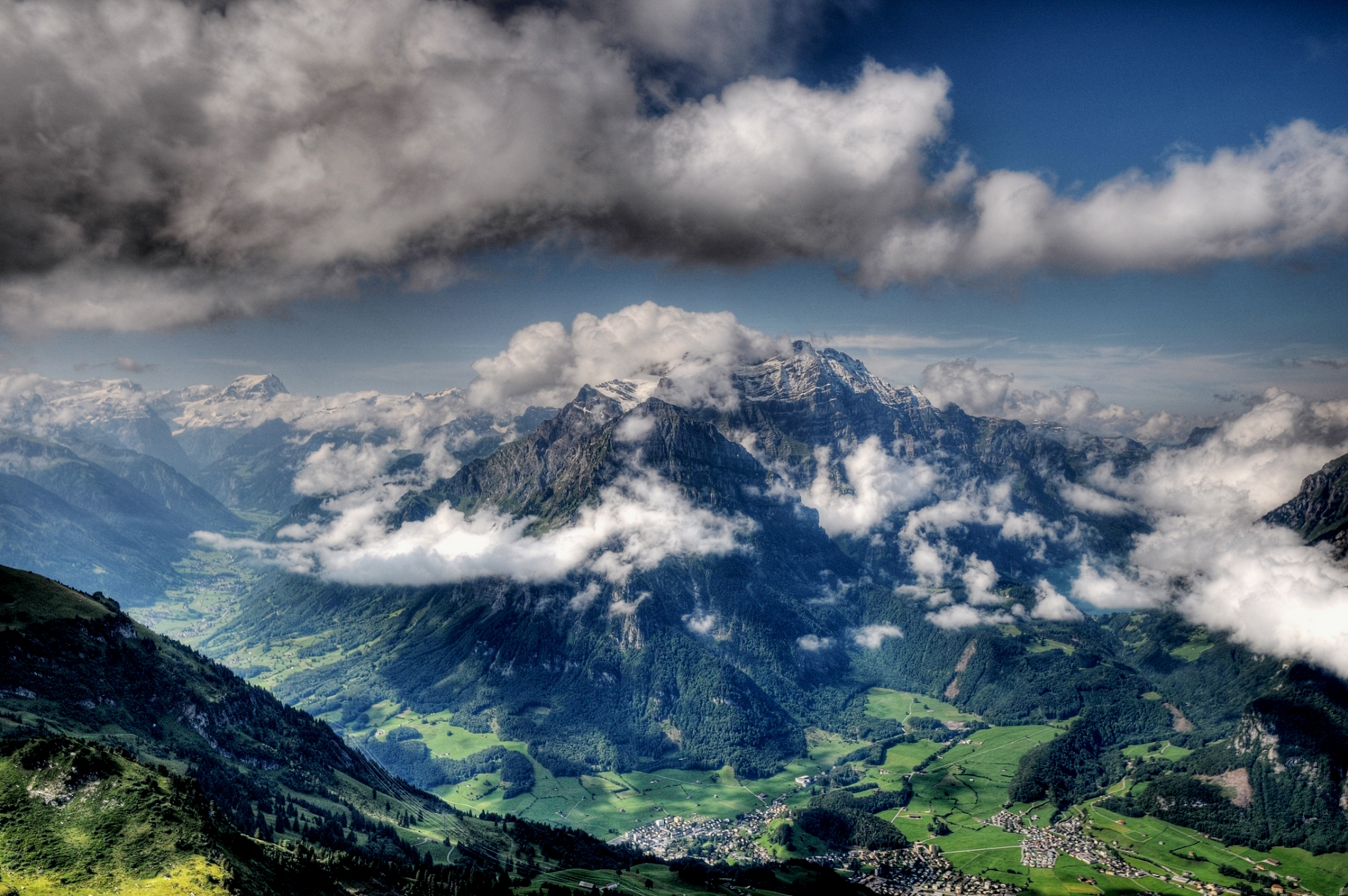
Fronalpstock

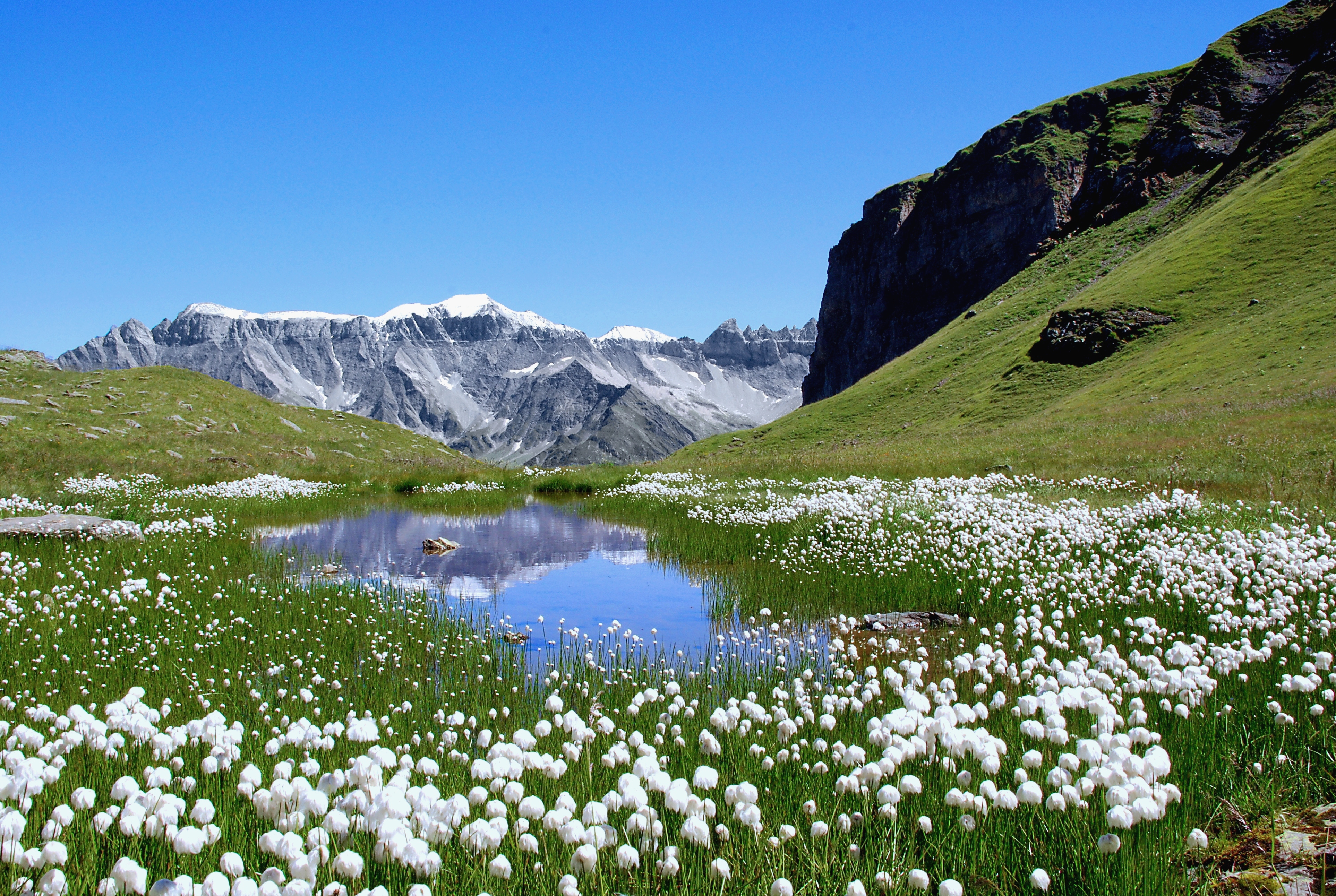
Wschodnie Alpy Glarneńskie

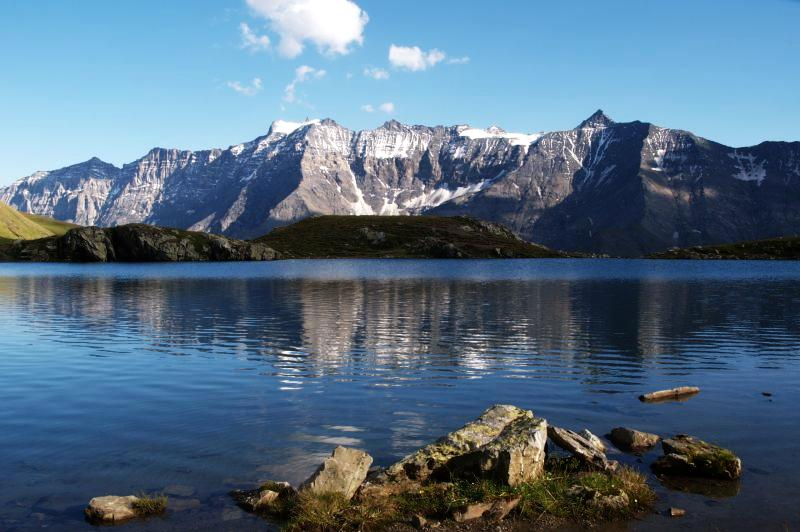
Ringelspitz

Alpy Glarneńskie (niem. Glarner Alpen) – część Alp Zachodnich w Szwajcarii, w kantonach Glarus, Gryzonia, St. Gallen i Uri. Leży między dolinami górnego Renu i Reuss. Zbudowane są głównie z wapieni. Graniczą z: Alpami Berneńskimi na zachodzie, Schweizer Voralpen na północy, Alpami Retyckmi (pasma Rätikon i Plessur-Alpen) na wschodzie oraz z Alpami Lepontyńskimi na południu.
Alpy Glarneńskie nie są tak często odwiedzane przez turystów jak pobliskie Alpy Lepontyńskie czy Alpy Berneńskie. Głównym tego powodem jest brak w tym paśmie jakiegokolwiek czterotysięcznika oraz odosobnienie tego rejonu. Pasmo to przyciąga głównie wspinaczy, którzy chcą odpocząć od tłoku w pozostałej części Alp szwajcarskich. Są tu szczyty wymagające wspinaczkowo, np. najwyższy szczyt pasma – Tödi (wys. 3614 m). Zdarza się często, że wspinacz musi się liczyć z około 5-godzinnym podejściem od najbliższego schroniska oraz długą wspinaczką następnego dnia.
Główne miejscowości rejonu to: Altdorf, Arth, Bad Ragaz, Braunwald, Bürglen, Erstfeld, Falera, Illgau, Küssnacht, Luchsingen, Morschach, Schattdorf, Unteriberg, Vilters-Wangs oraz Vitznau.
Pasmo to posiada też lodowce: Hüfigletscher, Vorabgletscher, Bifertenfirn oraz Limmerngletscher.
Alpy Glarneńskie dzielą się na dwie podgrupy:
- Alpy Urano-Glarneńskie,
- Alpy Glarneńskie właściwe.

## Najważniejsze szczyty
| - Tödi (3614 m), - Piz Dado (3432 m), - Bifertenstock (3421 m), - Piz Urlaun (3359 m), - Oberalpstock (3328 m), - Gross Schärhorn (3294 m), - Piz Frisal (3292 m), - Clariden (3267 m), - Gross Düssi (3256 m), - Cavistrau Grond (3252 m), - Ringelspitz (3247 m), - Chli Schärhorn (3234 m), - Cavistrau Pign (3220 m), - Chammliberg (3214 m), - Piz Cambrialas (3208 m), - Gross Windgällen (3188 m), - Hausstock (3158 m), - Gross Ruchen (3138 m), - Glaserhorn (3128 m), - Bündner Tödi (3124 m), - Claridenhorn (3119 m), - Tristelhorn (3114 m), | - Ruchi (3107 m), - Panärahörner (3106 m), - Heimstock (3102 m), - Piz Tumpiv (3101 m), - Piz Segnas (3099 m), - Piz Giuv (3096 m), - Muttenstock (3089 m), - Chli Oberälpler (3085 m), - Hinter Schiben (3084 m), - Rot Wichel (3084 m), - Crispalt (3076 m), - Chli Tödi (3076 m), - Piz Posta Biala (3074 m), - Bristen (3072 m), - Piz Cazarauls (3063 m), - Brichplanggen Stock (3061 m), - Piz Nair (3059 m), - Piz Sardona (3056 m), - Chli Ruchi (3039 m), - Hinter Selbsanft (3029 m), - Vorab (3028 m), - Witenalpstock (3016 m). |

## Przełęcze
- Claridenpass 2969 m,
- Planurapass 2940 m,
- Kammlilucke lub Scheerjoch 2848 m,
- Sardonapass 2840 m,
- Sandalppass 2780 m,
- Brunnipass 2736 m,
- Segnespass 2625 m,
- Kistenpass 2500 m,
- Panixerpass 2407 m,
- Chrüzlipass 2350 m,
- Foo lub Raminpass 2222 m,
- Oberalppass 2048 m,
- Klausenpass 1952 m.

## Ważniejsze schroniska
- Claridenhütte (2453 m),
- Fridolinshütte (2111 m),
- Glärnischhütte (1990 m),
- Grünhornhütte (2448 m),
- Kistenpasshütte (2729 m),
- Legler Hütte (2273 m),
- Martinsmadhütte (2002 m),
- Muttseehütte (2501 m),
- Planurahütte (2947 m).